# Gymnocranius elongatus
Gymnocranius elongatus är en fiskart som beskrevs av Senta, 1973. Gymnocranius elongatus ingår i släktet Gymnocranius och familjen Lethrinidae. Inga underarter finns listade i Catalogue of Life.